# 鄂公祠說琴
《鄂公祠說琴》，古琴譜，清光緒二十四年蕭山朱啓連撰，僅傳稿本未刊行。

## 琴譜介紹
全書十三目，第九校正姜白石琴譜，第十代徵招，計改編及自作二曲：校正古怨，太簇均宮音，四段，二十四句，註旁詞，有後記，有姜序註釋；代徵招，中呂均徵音，七段，共三十六句，有後記。